# Altosquilla
Altosquilla is een geslacht van kreeftachtigen uit de klasse van de Malacostraca (hogere kreeftachtigen).

## Soort
- Altosquilla soelae Bruce, 1985